# Auchmis peterseni
Auchmis peterseni là một loài bướm đêm trong họ Noctuidae.